# 내 몸이 사라졌다
《내 몸이 사라졌다》(프랑스어: J'ai perdu mon corps)는 2019년에 프랑스에서 개봉한 프랑스의 애니메이션 영화이다. 해부학실에서 되살아난 잘린 손이 기억을 되짚으며 원래 주인을 찾아가는 데서 시작되는 이야기다. 제레미 클라팽 감독의 첫 장편 애니메이션이다.
원작은 기욤 로랑이 쓴 소설 《행복한 손》이다. 소설에서는 손이 직접 내레이션으로 자신의 과거 이야기를 풀어나가는데, 영화에서는 대신 손의 시점으로 도시를 종횡무진하는 이야기를 그려낸다. 카이에 뒤 시네마는 "감독이 이 작품을 통해 얼마나 열정적인 길을 열어가는지 금세 느낄 수 있다"라며 극찬했다.
제25회 뤼미에르상 애니메이션 작품상 수상작이다. 2019년 칸 영화제 비평가주간에 초청되어 그랑프리상을, 안시국제애니메이션영화제에서 장편부문 수정상을 수상했다. 프랑스 극장에서 2019년 11월 6일 개봉했고, 해외에는 11월 29일 넷플릭스를 통해 공개되었다.

## 줄거리
잘린 오른손이 해부학실에서 깨어난다. 손은 스스로 움직여서 해부학실을 탈출한다.
손의 주인은 나우펠이라는 청년이었다. 나우펠은 어릴 적 피아니스트와 우주비행사를 꿈꾸는 평범한 아이였으며, 선물로 받은 녹음기로 모든 것을 녹음하곤 했다. 그러나 어느날 교통사고로 부모님을 잃었고, 이후 삼촌 집에서 사촌형과 같이 살고 있었다. 나우펠은 피자 배달부로 일했는데, 자주 배달을 늦곤 해서 욕을 먹기 일쑤였다. 하루는 가벼운 사고 때문에 '마르티네스 부인'에게 전달할 피자 배달을 늦고, 피자도 엉망이 되어 버린다. 나우펠은 죄송하다고 말하고 피자는 본인이 먹어 버리는데, 마르티네스 부인과 인터폰으로 대화하며 친근감을 느낀다. 그녀의 진짜 이름이 '가브리엘'임을 알아낸 나우펠은 나중에 전화를 돌려 그녀의 직장이 도서관임을 알아내고, 뒤를 밟아서 집까지 찾아간다. 그녀는 연로한 목수 삼촌 '지지'와 같이 살고 있었다.
나우펠은 가브리엘과 가까워지려고 대뜸 지지 삼촌에게 일을 시켜 달라고 부탁한다. 지지 삼촌은 거절하려 했으나 나우펠이 고아라는 것을 듣고는 방황하는 청년이라고 여겨 다락방에서 지내며 보조 일을 할 수 있게 한다. 나우펠은 이후 목수 일을 배워가면서, 가브리엘이 일하는 도서관을 찾아가 말을 걸고 책을 빌리며 친분을 쌓아간다. 북극에 관한 책을 빌리며 그녀가 이글루와 존 어빙 등에 관심이 있다는 걸 알아낸다.
사촌형 라우프가 어찌어찌 나우펠의 일하는 곳을 알아내서 찾아온다. 호색한인 라우프 형은 가브리엘을 만나고 금세 꼬드겨서 파티에 초대한다. 나우펠은 같이 가겠다고 하는 한편, 파티에 가기 직전 보여줄 것이 있다며 가브리엘을 옥상으로 데려간다. 그곳에는 그간 배운 목수 기술로 직접 만든 나무 이글루가 있었다. 가브리엘은 순수한 나우펠을 마음에 들어하는 눈치였지만, 나우펠이 이글루 안에서 자기가 예전의 피자 배달부이고 그녀에게 반했기 때문이라고 고백하자, 나우펠에게 실망해서 떠나 버린다. 상심한 나우펠은 라우프의 파티에 가서 뚱하니 있다가 시비가 걸려 주먹다짐을 벌이고 돌아온다. 다음날 출근해보니 나우펠 혼자였다. 나우펠은 혼자 일을 하면서 날아다니는 파리를 잡다가 틈에 절단기에 오른손을 잘린다.
앞서 깨어났던 손은 스스로 움직여서 짐승들에게 쫓기기도 하고, 가정집에 들어갔다가 쫓겨 나오기도 하면서 계속 이동했다. 손이 나우펠의 방에 도착했을 때, 나우펠은 자고 있었고 여태 간직하고 있던 녹음기를 듣고 있었다. 녹음 테이프에는 나우펠의 어린 시절에서 부모님의 사고에 이르기까지 모든 것이 담겨 있었다. 나우펠은 그날 밤 사라지고, 가브리엘이 사라진 나우펠의 방에 찾아온다. 그의 침대에서 잠을 청했다가 옥상으로 올라가고, 흔적을 보고 나우펠이 자살한 것이 아닐까 걱정하다가 녹음 테이프를 발견한다. 녹음 테이프에는 나우펠이 건물을 뛰어넘어 건너편 크레인에 착지하는 데 성공하는 것이 녹음되어 있었다. 이 모든 것을 본 나우펠의 오른손은 눈 속에 자취를 감춘다.

## 성우진
- 하킴 파리스 - 나우펠
- 빅투아르 뒤부아 - 가브리엘
- 파트리크 다쉼사오 - 지지
- 벨라민 압델말레크 - 라우프
- 니콜 파바르 - 뤼사크 부인

### 영어 성우진
- 데브 파텔 - 나우펠
- 앨리아 쇼캇 - 가브리엘
- 조지 웬트 - 지지
- 바버라 굿슨 - 뤼사크 부인

### 일본어 성우진
- 키지마 류이치 - 나우펠
- 시다 아리사 - 가브리엘
- 후쿠마츠 신야 - 지지

## 기타
- 기획 : 기욤 로랑

## 수상 목록
| 연도 | 상                          | 부문                   | 수상자                            | 결과 | 출처 |
| ---- | --------------------------- | ---------------------- | --------------------------------- | ---- | ---- |
| 2019 | 안시국제애니메이션영화제    | 장편 부문 수정상       | 제레미 클라팽                     | 수상 |      |
| 2019 | 안시국제애니메이션영화제    | 관객상                 | 제레미 클라팽                     | 수상 |      |
| 2019 | 디트로이트 영화비평가협회상 | 애니메이션 영화상      | 《내 몸이 사라졌다》              | 후보 |      |
| 2019 | 샌디에이고 영화비평가협회상 | 애니메이션 영화상      | 《내 몸이 사라졌다》              | 수상 |      |
| 2020 | 제25회 크리틱스 초이스상    | 애니메이션 영화상      | 《내 몸이 사라졌다》              | 후보 |      |
| 2020 | 미국 영화편집자협회상       | 애니메이션 편집상      | 뱅자맹 마수브르                   | 후보 |      |
| 2020 | 애니상                      | 독립 애니메이션 영화상 | 실람, 넷플릭스 애니메이션         | 수상 |      |
| 2020 | 애니상                      | 애니메이션 음악상      | 단 레비                           | 수상 |      |
| 2020 | 애니상                      | 애니메이션 각본상      | 제레미 클라팽, 기욤 로랑          | 수상 |      |
| 2020 | 제92회 아카데미상           | 장편 애니메이션 작품상 | 제레미 클라팽, 마르크 뒤 퐁타비스 | 후보 |      |
| 2020 | 제45회 세자르상             | 애니메이션 영화상      | 《내 몸이 사라졌다》              | 수상 |      |
| 2020 | 제45회 세자르상             | 음악상                 | 《내 몸이 사라졌다》              | 수상 |      |
| 2020 | 제45회 세자르상             | 각색상                 | 《내 몸이 사라졌다》              | 후보 |      |